# Live in Eindhoven '98
Live in Eindhoven '98 är det andra livealbumet med det amerikanska death metal-bandet Death, utgivet den 30 oktober 2001 av skivbolaget Nuclear Blast. Live in Eindhoven '98 är ett av två Death-album som ursprungligen släpptes för att samla in pengar till Chuck Schuldiners cancerbehandling (Chuck Schuldiner Medical Fund). Albumet utgavs också som DVD.

## Låtförteckning
1. "The Philosopher" – 4:21
2. "Trapped in a Corner" – 4:40
3. "Crystal Mountain" – 5:01
4. "Suicide Machine" – 4:19
5. "Together as One" – 4:05
6. "Zero Tolerance" – 4:50
7. "Lack of Comprehension" – 3:46
8. "Flesh and the Power It Holds" – 8:41
9. "Flattening of Emotions" – 4:26
10. "Spirit Crusher" – 6:56
11. "Pull the Plug" – 5:21

## Medverkande
Musiker (Death-medlemmar)
- Chuck Schuldiner – gitarr, sång
- Scott Clendenin – basgitarr
- Shannon Hamm – gitarr
- Richard Christy – trummor

Andra medverkande
- Matthias Moser – omslagskonst, foto